# أسفل شعيفة (يهر)

تعديل مصدري - تعديل

اسفل شعيفة هي إحدى قرى عزلة يهر بمديرية يهر التابعة لمحافظة لحج، بلغ تعداد سكانها 43 نسمة حسب تعداد اليمن لعام 2004.